# Oury Jalloh
 (janvier 2022).
La mise en forme du texte ne suit pas les recommandations de Wikipédia : il faut le « wikifier ».
Les points d'amélioration suivants sont les cas les plus fréquents. Le détail des points à revoir est peut-être précisé sur la page de discussion.
- Les titres sont pré-formatés par le logiciel. Ils ne sont ni en capitales, ni en gras.
- Le texte ne doit pas être écrit en capitales (les noms de famille non plus), ni en gras, ni en italique, ni en « petit »…
- Le gras n'est utilisé que pour surligner le titre de l'article dans l'introduction, une seule fois.
- L'italique est rarement utilisé : mots en langue étrangère, titres d'œuvres, noms de bateaux, etc.
- Les citations ne sont pas en italique mais en corps de texte normal. Elles sont entourées par des guillemets français : « et ».
- Les listes à puces sont à éviter, des paragraphes rédigés étant largement préférés. Les tableaux sont à réserver à la présentation de données structurées (résultats, etc.).
- Les appels de note de bas de page (petits chiffres en exposant, introduits par l'outil «  Source ») sont à placer entre la fin de phrase et le point final[comme ça].
- Les liens internes (vers d'autres articles de Wikipédia) sont à choisir avec parcimonie. Créez des liens vers des articles approfondissant le sujet. Les termes génériques sans rapport avec le sujet sont à éviter, ainsi que les répétitions de liens vers un même terme.
- Les liens externes sont à placer uniquement dans une section « Liens externes », à la fin de l'article. Ces liens sont à choisir avec parcimonie suivant les règles définies. Si un lien sert de source à l'article, son insertion dans le texte est à faire par les notes de bas de page.
- La présentation des références doit suivre les conventions bibliographiques. Il est recommandé d'utiliser les modèles {{Ouvrage}}, {{Chapitre}}, {{Article}}, {{Lien web}} et/ou {{Bibliographie}}. Le mode d'édition visuel peut mettre en forme automatiquement les références.
- Insérer une infobox (cadre d'informations à droite) n'est pas obligatoire pour parachever la mise en page.

Pour une aide détaillée, merci de consulter Aide:Wikification.
Si vous pensez que ces points ont été résolus, vous pouvez retirer ce bandeau et améliorer la mise en forme d'un autre article.
Oury Jalloh, né en 1968 à Kabala en Sierra Leone et mort le 7 janvier 2005, à Dessau en Allemagne, était un demandeur d'asile décédé dans un incendie dans une cellule de police à Dessau, en Allemagne. Les mains et les pieds de Jalloh, qui était seul dans la cellule, étaient attachés à un matelas. Une alarme incendie s'est déclenchée, mais a d'abord été désactivée sans autre intervention par un agent. L'affaire a provoqué l'indignation nationale et internationale face au récit officiel du suicide.

## Vie
Oury Jalloh est né en 1968 à Kabala, en Sierra Leone . En 2000, il a fui la guerre civile de la Sierra Leone vers la Guinée, où ses parents vivaient déjà, puis plus loin vers l'Allemagne, où il a demandé l'asile politique,. Bien que sa demande ait été refusée, il est resté dans le pays. Son enfant avec un citoyen allemand a été mis en adoption par la mère peu de temps après sa naissance.

## Décès
Le récit officiel, tel que présenté par les policiers lors de leur procès ultérieur, a été rapporté par des journaux tels que Der Tagesspiegel. Le matin du 7 janvier 2005, vers 8 heures du matin, des nettoyeurs de rue ont appelé la police et signalé qu'une collègue s'était sentie menacée par un homme ivre (qui était Oury Jalloh). Lorsque deux policiers (Hans-Ulrich M. et Udo S.) sont arrivés, Jalloh a refusé de montrer sa pièce d'identité et a ensuite résisté à son arrestation. Les agents l'ont mis dans une prise de tête[incompréhensible] et l'ont placé en garde à vue, dans l'intention de le condamner pour harcèlement, bien qu'aucune accusation n'ait été portée. Au poste de police, les deux policiers ont emmené Jalloh au sous-sol et l'ont maintenu sur un canapé pendant qu'un médecin prélevait son sang pour tester l'alcool et la drogue, même s'il n'avait pas d'ordonnance du tribunal pour le faire. Le test a montré un taux d'alcool dans le sang d'environ 0,3 % et a indiqué une consommation de cocaïne. Le médecin a estimé que Jalloh était en état physique de subir une incarcération, mais Jalloh n'a jamais été emmené devant un juge comme l'exige la loi en Allemagne. Au lieu de cela, les deux policiers l'ont traîné dans une cellule et l'ont menotté à un lit par les mains et les pieds.
La policière Beate H. travaillait dans la salle de contrôle du deuxième étage, avec Andreas S., son supérieur. Sur l'interphone, elle a entendu Jalloh secouer ses chaînes et jurer, alors elle a tenté de le calmer et elle rapporte plus tard qu'elle a entendu d'autres agents dans la cellule. Elle est allée le voir elle-même vers 11 h 30, ne notant rien de particulier. Elle est retournée dans la salle de contrôle, où Andreas S. a baissé le volume de l'interphone et elle lui a dit de le remonter. Vers midi, elle a affirmé avoir entendu des éclaboussures et a dit à Andreas S. que c'était à son tour de vérifier. Elle a d'abord dit qu'après le déclenchement de l'alarme incendie, Andreas S. l'a éteinte deux fois. Lorsqu'une autre alarme différente s'est déclenchée, il est allé vérifier ce qui se passait. Gerhard M. a suivi Andreas S. en bas jusqu'aux cellules, où ils ont trouvé Jalloh vivant mais brûlé à mort. Son dernier mot était « Feu ».
La police a suggéré que Jalloh s'était immolé par le feu en utilisant un briquet pour enflammer le matelas en mousse sur lequel il était allongé dans la cellule. Il n'y avait pas de briquet dans la cellule. L'un est apparu dans un sac de preuves plusieurs jours après la mort de Jalloh.

## Enquêtes fédérales
L'autopsie officielle a conclu que la cause immédiate du décès était probablement un choc thermique aux poumons de Jalloh par inhalation de fumée[réf. nécessaire]. Une autopsie réalisée plus tard en 2019 par des experts de l'université Goethe après avoir été commandée par la famille de Jalloh, a révélé qu'il avait une côte cassée, un nez cassé et une fracture à la base de son crâne, indiquant qu'Oury Jalloh a peut-être été torturé. avant sa mort. L'autopsie originale n'avait répertorié qu'une fracture récente du nez. Les médecins étaient convaincus que les blessures étaient survenues avant la mort.
En mars 2007, un procès s'est ouvert devant le tribunal d'État de Dessau contre les policiers Hans-Ulrich M. et son supérieur, Andreas S. Les deux policiers ont été inculpés respectivement de lésions corporelles ayant entraîné la mort et d'homicide involontaire . Le 8 décembre 2008, le tribunal a acquitté les deux accusés de toutes les charges. Selon Manfred Steinhoff, le président du tribunal, des témoignages contradictoires avaient empêché la clarification des circonstances et avaient fait obstacle à une procédure régulière. Dans son discours de clôture, Steinhoff a accusé les policiers d'avoir menti au tribunal et d'avoir ainsi porté atteinte à la réputation de l'État de Saxe-Anhalt,. Le procès avait soulevé des incohérences et des lacunes dans le récit des policiers et avait duré 60 jours au lieu des quatre prévus. Les experts en incendie n'avaient pas été en mesure de recréer les moyens de la mort. La question de savoir comment le briquet qui aurait été utilisé pour allumer le feu est entré dans la cellule était inexpliquée. Beate H. a modifié son rapport initial pour dire qu'Andreas S. n'avait pas éteint l'alarme incendie deux fois, mais s'était plutôt levé et était descendu, mais elle était incapable de dire exactement quand parce qu'elle travaillait dos à la porte. La famille et les partisans de Jalloh ont été scandalisés par le verdict. La famille s'était vu offrir 5 000 euros par le tribunal car il ne pouvait pas établir la culpabilité des agents, mais le père de Jalloh a déclaré qu'il ne voulait pas de l'argent .
Le 7 janvier 2010, exactement cinq ans après la mort de Jalloh dans sa cellule, le tribunal fédéral du Bundesgerichtshof de Karlsruhe a annulé le verdict antérieur. L'affaire a été renvoyée devant le tribunal d'État de Saxe-Anhalt à Magdebourg pour un nouveau procès. Au cours des enquêtes, la mort de Hans-Jürgen Rose (décédé des suites de blessures internes quelques heures après avoir été libéré du même bâtiment de police en 1997)[réf. nécessaire] et Mario Bichtemann (décédé d'une fracture du crâne non surveillée dans la même cellule en 2002) ont été réexaminés. En 2012, Andreas S. a été reconnu coupable d'homicide involontaire et condamné à une amende de 10 800 €. Un nouveau procès a alors commencé en 2014 et s'est terminé sans aucune condamnation en 2017.
En août 2020, le Landtag de Saxe-Anhalt a publié un rapport des enquêteurs spéciaux Jerzy Montag et Manfred Nötzel (de) sur l'affaire Jalloh, qualifiant les actions des policiers de « défectueuses » et « contraires à la loi » (allemand : « fehlerhaft » und « rechtswidrig »). Cependant, ils ont conclu que le rejet définitif de l'affaire par le procureur de district en 2017 était « factuellement et juridiquement correct compte tenu des preuves disponibles »,.

## Initiative à la mémoire d'Oury Jalloh
L'Initiative en mémoire d'Oury Jalloh (Initiative in Gedenken an Oury Jalloh) a été mise en place pour obtenir justice pour Oury Jalloh et faire campagne contre les violences policières. En 2021, l'initiative a commandé un rapport à un expert en criminalistique des incendies pour évaluer la mort de Jalloh. L'expert a estimé qu'il était peu probable qu'une personne attachée à un lit ait pu s'immoler par le feu. Un corps factice fabriqué à partir d'un cochon mort a ensuite été attaché au matelas et incendié. Ce n'est qu'en utilisant de l'essence que le corps factice a brûlé d'une manière proportionnée à la façon dont le corps de Jalloh a été brûlé. L'expert a conclu qu'il s'agissait très probablement d'essence.
Sur la base de cet avis, l'initiative et la famille de Jalloh ont demandé la réouverture de l'enquête pour meurtre par le procureur fédéral. Ils ont également annoncé leur intention de poursuivre le bureau du procureur général de Saxe-Anhalt pour entrave à la justice, car il avait cessé son enquête en 2018.

## Dans la culture populaire
Un documentaire télévisé intitulé Tod in der Zelle – Warum starb Oury Jalloh? (Mort en cellule – Pourquoi Oury Jalloh est-il mort ?) est sorti en 2016. Il a ensuite remporté le prix de la « Meilleure production professionnelle » au Nuremberg International Human Rights Film Festival (de).